# Saint-Ouen-de-Mimbré
Saint-Ouen-de-Mimbré település Franciaországban, Sarthe megyében. Lakosainak száma 914 fő (2022. január 1.). Saint-Ouen-de-Mimbré Saint-Victeur, Assé-le-Boisne, Fyé, Saint-Aubin-de-Locquenay és Fresnay-sur-Sarthe községekkel határos.

## Népesség
A település népessége az elmúlt években az alábbi módon változott:
| Lakosok száma | 988  | 1006 | 1032 | 1029 | 1003 | 968  | 933  | 927  | 914  |
|               | 2013 | 2015 | 2016 | 2017 | 2018 | 2019 | 2020 | 2021 | 2022 |